# 古沢優
古沢 優（ふるさわ ゆう、1960年4月29日 - ）は、日本の漫画家。男性、血液型はO型。埼玉県出身。私立本郷高校卒業。

## 来歴・人物
会社員などを経て、1983年にヤングオート（自動車雑誌）掲載の『たいまんぶるうす』でデビューする。
作品は暴走族漫画が多い。また、Jリーグチーム浦和レッズの熱烈なファンであり、浦和レッズを題材にした『赤菱のイレブン』という4コマ漫画を描いており、レッズサポーターにも人気がある。携帯サイトレッズプレス！！では、毎試合後に１コマ漫画を掲載している。
なお、REDS TV GGR（TV番組）のオープニングやエンディングにイラストが使われている。

## 作品リスト

### 暴走族または元暴走族が主人公の作品
- たいまんぶるうす（『ヤングオート』掲載、芸文社、清水直人編） - ブラックエンペラー編、博多編暴不良（ぼうふら）、レディース編に分かれている。博多編のみ宙出版より廉価版が発売。
- 特攻服凶走曲（『ジャックポット』→『COMICマイティ』掲載、リイド社、全8巻）
- 族根 京浜武闘派伝説（ぶんか社、単巻）
- Rock'n爆音（ロックンコール）（『月刊少年チャンピオン』掲載、秋田書店、全13巻）
- 絶っ!オーバーハート（『少年KING』連載、少年画報社、全3巻）
- 東京板橋マル走自動車教習所（『COMICボナンザ』掲載、リイド社、全7巻） - ゴマブックスより廉価版が発売。
- 特攻生徒会長（少年画報社、短編集）
- 特攻会社員（リーマン）（『週刊漫画ゴラク』掲載、日本文芸社、全5巻） - ゴマブックスより廉価版が発売。
- 代表取締役総長 東郷西吉（『週刊漫画ゴラク』掲載、日本文芸社）
- ゾク議員（『週刊漫画ゴラク』連載、日本文芸社）
- たいまんROCKS（『ヤングキング』掲載） - 未単行本化。
- 直管小僧（『ヤングキング』掲載）- 未単行本化。
- 大黒夜 - 単行本未収録。
- 爆音THE80（『月刊ヤングマン』掲載、三和出版） - 未単行本化。

### それ以外の作品
- レッドフラッグ（『月刊オートバイ』掲載、モーターマガジン社、全4巻） - 宙出版より『たいまんばとる-レッドフラッグ』として再発売。
- パンチくれんぞ（『スコラ』、単巻）
- DUAL 平成なりあがり仁義（リイド社、単巻）
- 新宿純愛物語（原作：桑原譲太郎、作画は田中夕との分担執筆、祥伝社、単巻） - 映画原作の漫画化作品。
- 血と骨（原作：梁石日、幻冬舎、全3巻）
- 赤菱のイレブン（『月刊REDWIN』他掲載、エンターブレイン）
  - レッズサポのバイブル 赤菱のイレブン（双葉社）
- ギャル番長（グループ・ゼロから2013に電子書籍化。）
- Ring!りん!（原作：かわさき健、『ゴルフコミックアスリート』連載、少年画報社）
- ザ・ブローカー 不可能を可能にする男の伝説（原作：九十九森、『プレイコミック』2006年3月 - 2007年4月連載、秋田書店、全3巻）
- ゴルフは考え方が9割（原作：かわさき健、『ボギー』創刊準備号より連載、ゴルフダイジェスト社）
- オーイ! とんぼ（原作：かわさき健、『週刊ゴルフダイジェスト』連載、ゴルフダイジェスト社）

## 映像化作品

### アニメ (OVA)
- たいまんぶるうす 清水直人編（徳間ジャパンコミュニケーションズ、1989年4月）
- たいまんぶるうす レディース編真由美（徳間ジャパンコミュニケーションズ、1990年4月）
- 特攻服凶走曲（タキ・コーポレーション、1996年6月）

### オリジナルビデオ（実写）
- マルソウ改造自動車教習所（イメージファクトリーアイエム、1996年12月）
- マルソウ改造自動車教習所2・疾風怒濤篇（イメージファクトリーアイエム、1998年5月）
- 特攻会社員（インターフィルム、2001年10月）
- 特攻会社員VS特攻OL（インターフィルム、2002年8月）
- ゾク議員 （DVD）（発売元:コンセプトフィルム、販売元:GPミュージアムソフト、2007年9月）

## アシスタント
- 鈴木がんま - 1980年代後半にアシスタントを務めた。